# Mammalian Biology
Die Zeitschrift Mammalian Biology, gegründet als Zeitschrift für Säugetierkunde, ist eine zoologische Fachzeitschrift, die als offizielle Zeitschrift von der Deutschen Gesellschaft für Säugetierkunde (DGS) herausgegeben wird. Das Magazin erscheint seit der Gründung der Gesellschaft im Jahr 1926 mit der 77. Nummer im Jahr 2012, aktuell wird es sechsmal im Jahr publiziert.
Der Impact Factor der Zeitschrift liegt entsprechend der Angabe von Elsevier bei 1,264.

## Inhalt
Die Zeitschrift versteht sich als interdisziplinäres Forum für alle Aspekte der Säugetierforschung (Mammalogie). Entsprechend enthält sie wissenschaftliche Fachartikel über alle Aspekte der Biologie der Säugetiere, u. a. vergleichende Morphologie und Anatomie, Paläontologie, Verhaltensbiologie, Fortpflanzungs- und Entwicklungsbiologie, Evolutionsbiologie, Taxonomie und Phylogenetik, Molekularbiologie und Physiologie, Ökologie sowie Domestizierung, Faunistik, Wild- und Zootierbiologie und Artenschutz.
Dabei werden Artikel der originären Forschung sowie Reviewartikel publiziert, die einem Peer-Review unterzogen werden.

## Belege
1. 1 2  Mammalian Biology bei Elsevier
2. 1 2  Mammalian Biology bei der Deutschen Gesellschaft für Säugetierkunde (DGS)